# Listă de bufoni renumiți

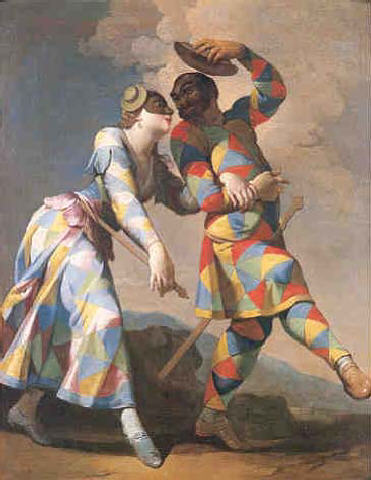
Arlekin și Colombina de Giovanni Domenico Ferretti

Lista cuprinde bufoni mai cunoscuți:
- Alfredo Smaldini (1919–2010)
- Andreff (Jean Andreff; 1919–1976)
- Annie Fratellini ( n.1932)
- Antoschka (Jekatarina Moshajeva)
- Beatocello (Beat Richner; n.1947)
- Bello (Bello Nock; n.1968)
- Bip (Marcel Marceau; 1923–2007)
- Buffo (Howard Buten; n.1950)
- Carequinha (George Savalla Gomes; 1915–2006)
- Carl Godlewski (1862-1949)
- Charlie Rivel (Josep Andreu i Lasserre; 1896-1983)
- Clemil (Clement de Wroblewsky; n.1943)
- Clown Ferdinand (Jiří Vršťala; 1920-1999)
- Coco (Michael Polakov; n.1923)
- David Larible ( n.1957)
- Dimitri (Dimitri Jakob Müller; n.1935)
- Eugen Rosai (1885-1956)
- Francesco Caroli (1922–2004)
- Frosty (Glen Little; n.1925)
- Gaston (Gaston Häni; n.1951)
- Gensi (Fulgenci Mestres; n.1965)
- George Carl (1916–2000)
- Grock (Adrian Wettach; 1880–1959)
- Habakuk (Arminio Rothstein; 1927–1994)
- Jango Edwards ( n.1950)
- Jean-Baptiste Auriol (1806–1881)
- Joseph Grimaldi (1778-1837)
- Karandasch (Michail Nikolajewitsch Rumjanzew; 1901–1983)
- Leo Bassi ( n.1952)
- Lou Jacobs (1903-1992)
- Marcel Marceau (1923–2007)
- Nola Rae ( n.1950)
- NUK (Georg Spillner; 1908-1998)
- Oleg Popow ( n.1930)
- Patch Adams (Hunter Adams; n.1945)
- Pic (Richard Hirzel; n.1949)
- Pierre Étaix (n. 1928)
- Pio Nock (1921-1998)
- Walter Galetti
- Yuri Nikulin ( n.1921-1997)
- Zippo (Bernhard Paul; n.1947)